# Puchar Greya

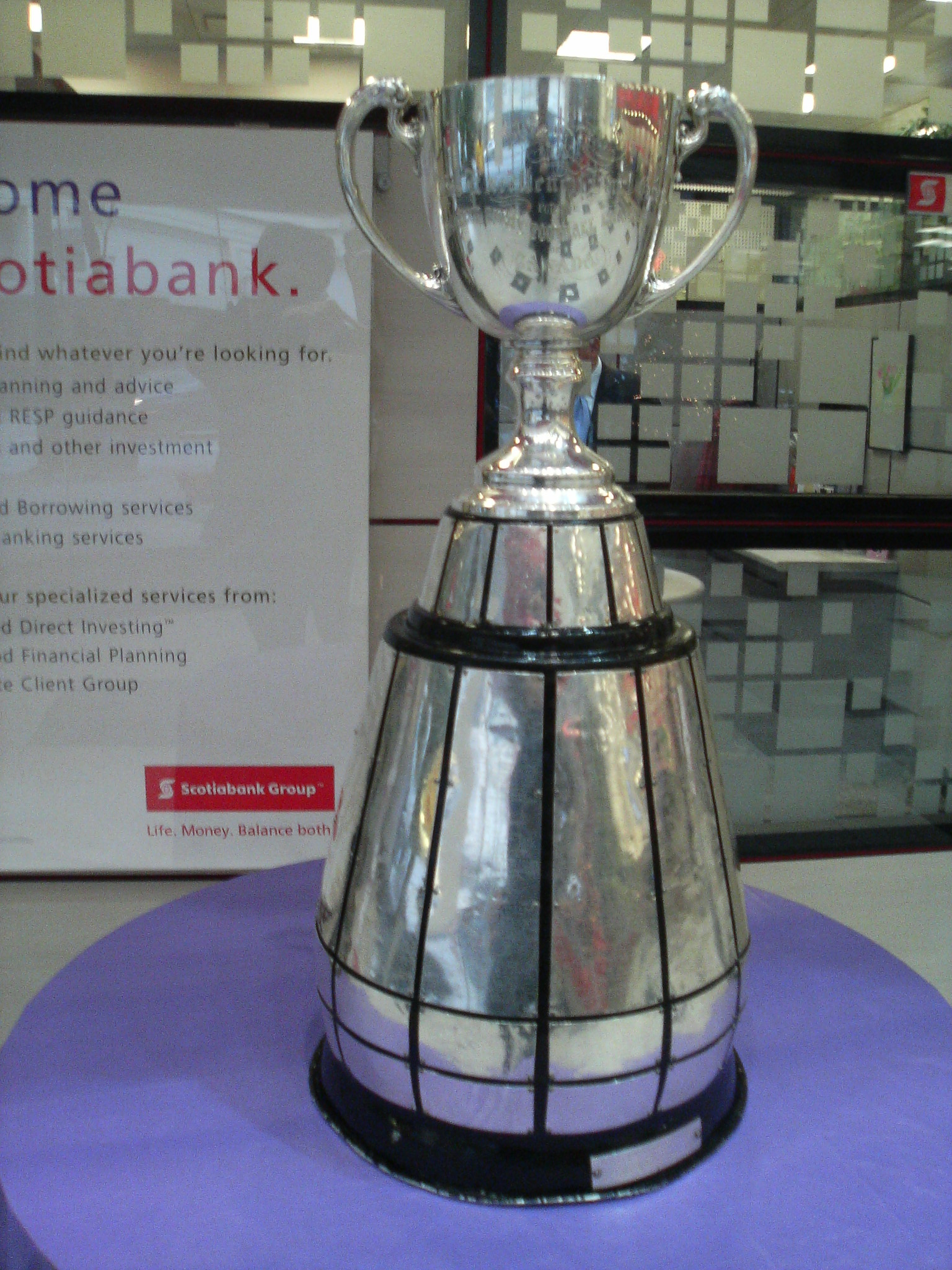
Puchar Greya

Puchar Greya (ang. Grey Cup, fr. La Coupe Grey) – finałowy mecz o mistrzostwo w futbolu kanadyjskim zawodowej ligi Canadian Football League (CFL) oraz nazwa trofeum przyznawanego zwycięzcy tego meczu. Jest największy wydarzeniem sportowym i telewizyjnym w Kanadzie, regularnie oglądanym przez 3 do 4 milionów osób. W 2016 roku 104. edycję Pucharu Greya obejrzało 10 mln widzów. Do tej pory najczęściej zdobywała go drużyna Toronto Argonauts.

## Historia
Trofeum nosi imię Alberta Greya, gubernatora generalnego Kanady w latach 1904–1911. Puchar ufundowany został przez niego w 1909 roku dla amatorskiego zwycięzcy w rugby organizacji, Canadian Rugby Union (dzisiaj to narodowa federacja futbolu kanadyjskiego, Football Canada). Z czasem z rugby w Kanadzie powstał futbol kanadyjski. Kiedy w 1954 roku Canadian Football League przekształciła się w ligę zawodową, uniwersyteckie zespoły przestały konkurować o Puchar Greya.

## Bilans klubów
| Liczba tytułów | Klub                                  | Lata triumfów                                                                                              |
| -------------- | ------------------------------------- | --- |
| 18             | Toronto Argonauts                     | 1914, 1921, 1933, 1937, 1938, 1945, 1946, 1947, 1950, 1952, 1983, 1991, 1996, 1997, 2004, 2012, 2017, 2022 |
| 14             | Edmonton Elks                         | 1954, 1955, 1956, 1975 1978, 1979, 1980, 1981, 1982, 1987, 1993, 2003, 2005, 2015                          |
| 12             | Winnipeg 'Pegs / Blue Bombers         | 1935, 1939, 1941, 1958, 1959, 1961, 1962, 1984, 1988, 1990, 2019, 2021                                     |
| 9              | Ottawa Rough Riders*                  | 1925, 1926, 1940, 1951, 1960, 1968, 1969, 1973, 1976                                                       |
| 8              | Montreal Alouettes                    | 1949, 1970, 1974, 1977, 2002, 2009, 2010, 2023                                                             |
| 8              | Calgary Stampeders                    | 1948, 1971, 1992, 1998, 2001, 2008, 2014, 2018                                                             |
| 8              | Hamilton Tiger-Cats                   | 1953, 1957, 1963, 1965, 1967, 1972, 1986, 1999                                                             |
| 6              | BC Lions                              | 1964, 1985, 1994, 2000, 2006, 2011                                                                         |
| 5              | Hamilton Tigers*                      | 1913, 1915, 1928, 1929, 1932                                                                               |
| 4              | Regina / Saskatchewan Roughriders     | 1966, 1989, 2007, 2013                                                                                     |
| 4              | University of Toronto Varsity Blues** | 1909, 1910, 1911, 1920                                                                                     |
| 3              | Queen’s University**                  | 1922, 1923, 1924                                                                                           |
| 2              | Toronto Balmy Beach Beachers*         | 1927, 1930                                                                                                 |
| 2              | Sarnia Imperials*                     | 1934, 1936                                                                                                 |
| 1              | Ottawa Redblacks                      | 2016 |
| 1              | Baltimore Stallions*                  | 1995 |
| 1              | Hamilton Wildcats*                    | 1943 |
| 1              | Montreal HMCS Donnacona*              | 1944 |
| 1              | Toronto RCAF Hurricanes*              | 1942 |
| 1              | Montreal AAA Winged Wheelers*         | 1931 |
| 1              | Hamilton Alerts*                      | 1912 |

*drużyna już nie istnieje
**drużyna uniwersytecka, nie uczestniczy już w zawodowych rozgrywkach